# Чернухинский сельсовет (Кстовский район)
Черну́хинский сельсовет — упразднённое сельское поселение в составе Кстовского района Нижегородской области России.
Административный центр — село Чернуха.
Законом Нижегородской области от 10 декабря 2021 года № 137-З к 23 декабря того же года муниципальный район был преобразован в муниципальный округ, сельское поселение упразднено.

## История
Статус и границы сельского поселения установлены Законом Нижегородской области от 15 июня 2004 года № 60-З «О наделении муниципальных образований — городов, рабочих посёлков и сельсоветов Нижегородской области статусом городского, сельского поселения».

## Население
| 2002  | 2010  | 2012  | 2013  | 2014  | 2015  | 2016  |
| ----- | ----- | ----- | ----- | ----- | ----- | ----- |
| 4667  | ↘4633 | ↗4678 | ↗4759 | ↗4803 | ↗4862 | ↗4900 |
| 2017  | 2018  | 2019  | 2020  | 2021  |       |       |
| ↘4881 | ↘4834 | ↘4782 | ↘4762 | ↘4176 |       |       |

## Состав сельского поселения
| №  | Населённый пункт | Тип населённого пункта       | Население |
| -- | ---------------- | ---------------------------- | --------- |
| 1  | Вередеево        | село                         | ↘15       |
| 2  | Вершинино        | деревня                      | ↘7        |
| 3  | Владимировка     | деревня                      | ↗55       |
| 4  | Выездное         | село                         | ↘16       |
| 5  | Грязновка        | деревня                      | ↘6        |
| 6  | Каменка          | деревня                      | ↘8        |
| 7  | Келейниково      | деревня                      | ↗18       |
| 8  | Красногорка      | деревня                      | ↗7        |
| 9  | Лапшлей          | деревня                      | ↘98       |
| 10 | Майдан           | деревня                      | ↗261      |
| 11 | Мешиха           | деревня                      | ↗23       |
| 12 | Новониколаевка   | деревня                      | ↗13       |
| 13 | Старые Ключищи   | деревня                      | ↘41       |
| 14 | Чернуха          | село, административный центр | ↗1811     |
| 15 | Шёлокша          | село                         | ↗2254     |